# Battistello Caracciolo
Pour les articles homonymes, voir Caracciolo.
Giovanni Battista Caracciolo, appelé aussi Battistello Caracciolo (Naples, 7 décembre 1578 - Naples, 23 décembre 1635), est un peintre italien.
Disciple important du Caravage à Naples, il est l’un des plus importants peintres caravagistes napolitains et, avec José de Ribera, Massimo Stanzione, Mattia Preti et Luca Giordano, l’un des représentants les plus influents de la peinture napolitaine du XVIIe siècle.

## Biographie

### Formation
Né en 1578, fils de Cesare Caracciolo, on ne sait pas avec certitude quelle a été la formation du peintre : l'historien et biographe Bernardo de Dominici, dans la section relative à la biographie de Caracciolo dans ses Vite dei Pittori, Scultori, ed Architetti Napolitani, pense qu'il est l'élève de Francesco Imparato, père du plus célèbre Girolamo Imparato. Quoi qu'il en soit et quel que soit son véritable maître, le peintre napolitain, apparemment bossu, décrit par de Dominici comme timide et solitaire, ne faisant appel à aucun collaborateur autre que quelques rares personnes de confiance, fait ses premiers pas dans le domaine artistique précisément dans le cercle des peintres maniéristes tardifs qui travaillent à Naples à la fin du XVIe siècle, Silvestro de Buoni, Francesco Curia, Fabrizio Santafede, Girolamo Imparato, Marco Pino et Giovanni Bernardo Lama.
Les premières informations certaines concernant une œuvre de Battistello remontent au début du XVIIe siècle, lorsque, faisant partie du groupe de collaborateurs de Belisario Corenzio, il reçoit une commande pour peindre six putti à fresque sur l'arc d'entrée de la chapelle du Monte di Pietà à Naples pour la somme dérisoire d'un ducat pour chaque figure représentée. Les maîtres maniéristes tardifs les plus importants de la scène picturale locale de l'époque travaillent sur le chantier, tels que Santafede, qui peint la Déposition du Christ sur l'autel central, et Ippolito Borghese, qui réalise la scène de L'Assomption de la Vierge, tandis qu'à gauche se trouve une autre toile de Santafede, La Résurrection du Christ, réalisant une œuvre initialement commandée à Girolamo Imparato, qu'il n'a pas pu terminer en raison de sa mort prématurée.  Sur la voûte de la chapelle se trouvent des fresques de Corenzio, avec les Histoires du Christ, avec des interventions de Caracciolo.

### Années «Caravage»
Quelques années plus jeune que Caravage et adepte de l'« école » caravagesque, Battistello Caracciolo apprend avec sagesse lorsque Merisi arrive à Naples vers la fin de 1606, mais qu'il a probablement déjà eu l'occasion de connaître quelques années plus tôt quand pour échapper à la prison qu'il risquait après le meurtre commis à Rome, il demeure dans la ville pendant environ huit mois. L'impact de Caracciolo sur la vie artistique locale est immédiat et très profond. Il devient l'un des premiers peintres (avec Carlo Sellitto, Paolo Finoglio, Filippo Vitale, et plus tard aussi José de Ribera) à témoigner du nouveau style et certainement l'un des plus talentueux parmi ceux qui expérimentent les techniques picturales introduites par le grand maître lombard, caractérisées par le naturalisme dramatique d'une peinture plate et superficielle avec des figures sculpturales dans lesquelles la lumière acquiert une importance toujours plus grande que la perspective.

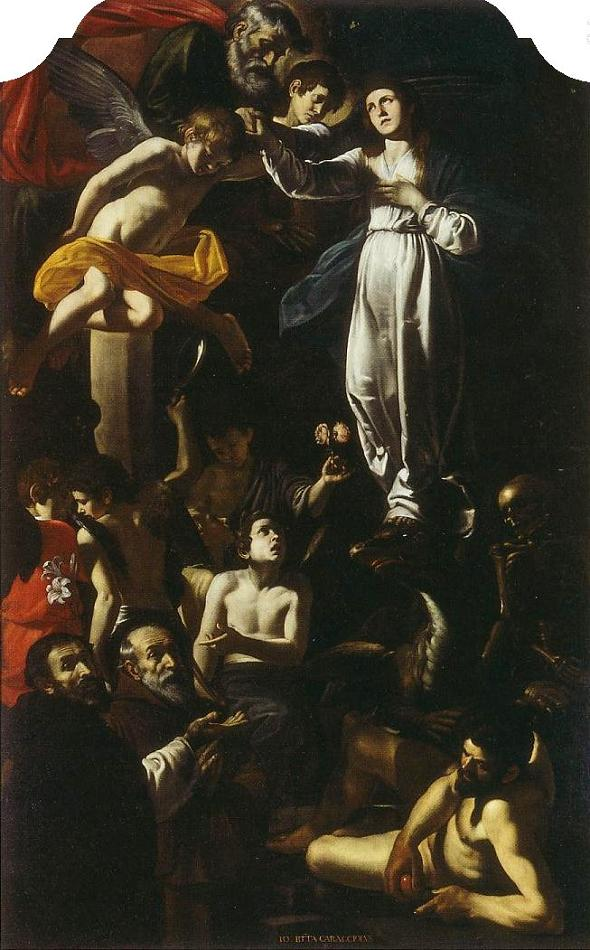
Immaculée Conception avec saint Dominique et saint François de Paule, Naples, église Santa Maria della Stella.

Après une première période au cours de laquelle Caracciolo exécute essentiellement des œuvres pour des commandes privées, comme les trois versions d' Homo, le premier grand retable public qui lui est commandé est celui du maître-autel de l'église Santa Maria della Stella de Naples en 1607, représentant l'Immaculée Conception avec saint Dominique et saint François de Paule. L'œuvre démontre une pleine conscience de la manière de Caravage, à partir de laquelle Caracciolo, en plus d'assimiler ses habitudes et de devenir un adepte, établit également une relation de travail (des documents d'archives montrent en effet un transfert d'argent, égal à 30 ducats, que Caravage paie en faveur de Caracciolo pour une raison encore totalement inconnue) et peut-être par amitié. Des références à des œuvres antérieures de Merisi se retrouvent en plusieurs points de la toile, comme dans la Vierge ou dans la figure des saints de gauche, qui rappellent les compositions de La Madone du Rosaire de Vienne (Autriche), ou comme dans les figures des anges au sommet, qui rappellent la toile des Sept Œuvres de miséricorde de Naples. Cependant, la particularité qui représente le plus le niveau d'étude et d'apprentissage de la peinture du Caravage se trouve dans les figures des anges de gauche, l'un avec le miroir et l'autre avec une fleur, et encore un autre qui sort presque du champ visuel, et dans la figure d'Adam placée en bas à droite, qui est également considérée comme un autoportrait de Battistello, où il s'inspire de la toile du Martyre de saint Matthieu de la chapelle Contarelli de l'église Saint-Louis-des-Français de Rome, avec Adam qui reprend spécifiquement la figure du saint dans la toile du Caravage, permettant de penser que le peintre napolitain n'a pas eu connaissance des œuvres de Merisi à l'intérieur des frontières napolitaines, étant donné que La Madone du Rosaire et Les Sept Œuvres de miséricorde ont probablement été exécutées pendant le séjour napolitain du peintre lombard, mais aussi en dehors du contexte local, peut-être grâce à certains de ses voyages à Rome vers le début du XVIIe siècle,. La toile, signée en toutes lettres par le peintre en bas au centre de la scène, indiqué par l'index d'Adam, est achevée et installée au-dessus du maître-autel de l'église en 1608, lorsqu'il reçoit le solde des travaux effectué en deux fois, après un premier dépôt lors de la phase de commission de 50 ducats.

### Annéespost-Caravage

#### Premières années du caravagisme napolitain (1610-1615)

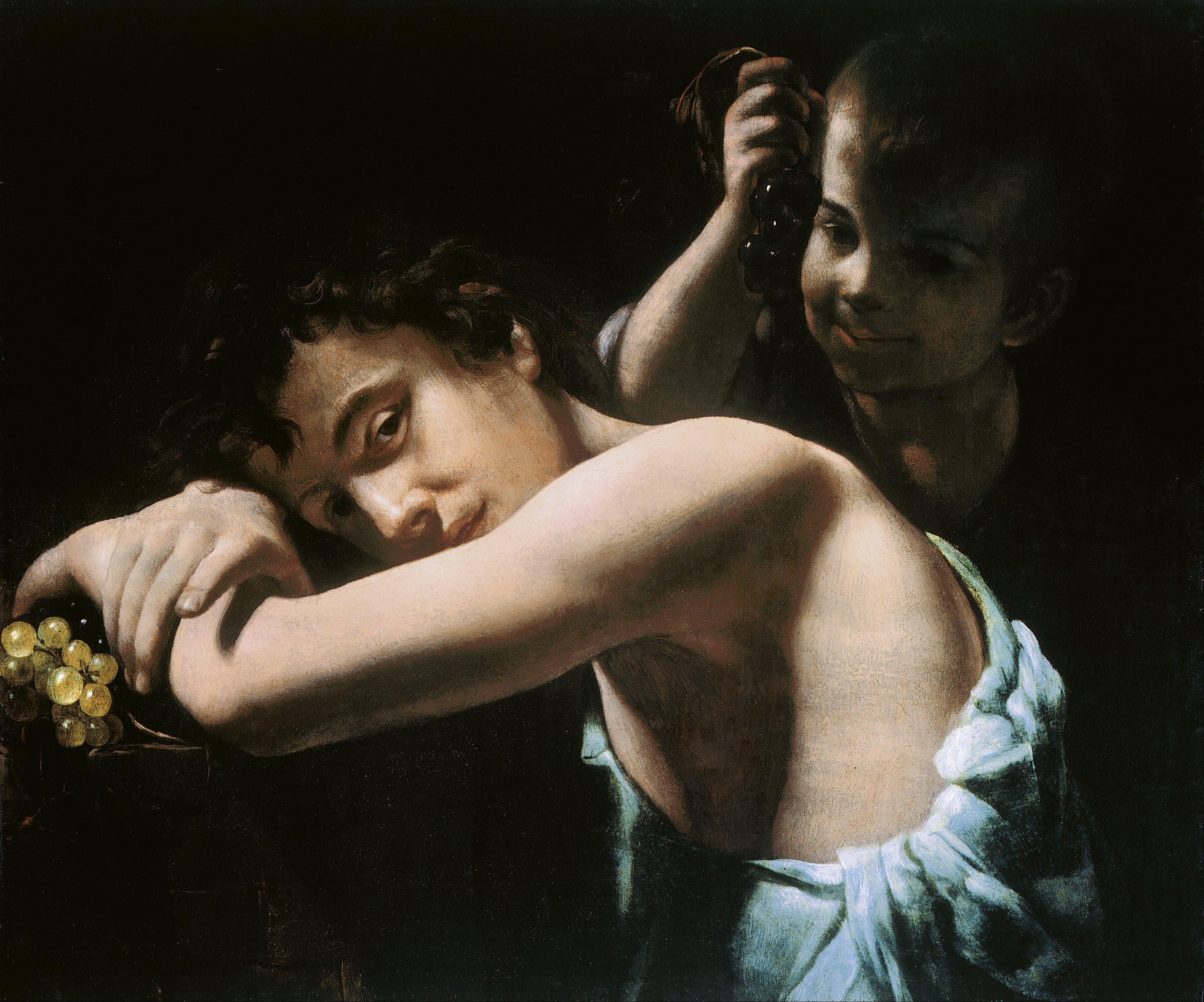
Deux chérubins récoltant des raisins, 1605-1610, Adélaïde, galerie d'art d'Australie-Méridionale.

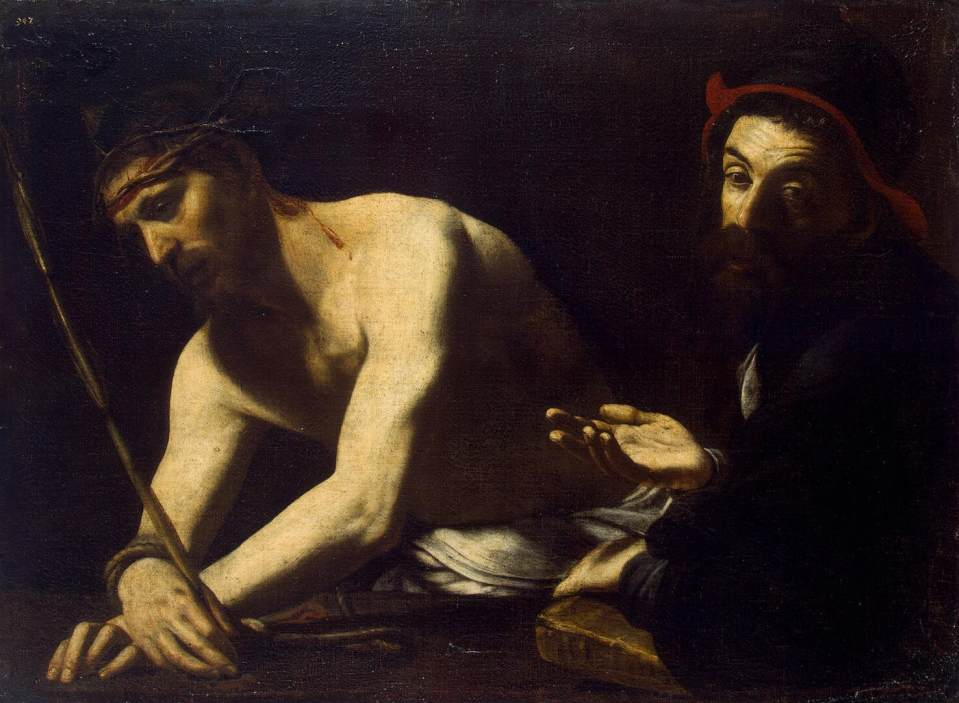
Le Christ et Caiaphas, vers 1614, Saint-Pétersbourg, musée de l'Ermitage.

À partir de 1610 et jusqu'en 1616, années qui coïncident respectivement avec la mort du Caravage et l'arrivée de Ribera à Naples, l'activité de la première phase artistique de Caracciolo connaît un essor important ; nombre des œuvres les plus connues de son catalogue sont nées dans cette période, entreprises à la suite des leçons dispensées par le maître lombard avec pour conséquence l'abandon de toutes les études napolitaines antérieures, mais aussi avec une meilleure connaissance de l'usage chromatique, acquise à l'occasion d'un voyage à Rome en 1612, où il entre en contact avec les œuvres d'Orazio Gentileschi et des artistes de la Renaissance romaine.
Bernardo de Dominici décrit ainsi cette phase initiatique de Caracciolo :  « […] laissant de côté toutes les voies qu'il avait suivies auparavant, il tourna tout vers celle-ci, et résolut absolument de la suivre : en effet, on dit que il a copié de nombreuses œuvres du Caravage […] » et encore : « […] De Giovan Battista, qui l'a connu, on dit encore qu'il voulait être son disciple, ce qu'il n'avait jamais fait avec d'autres disciples. En bref, il a tellement approfondi avec imagination la manière du Caravage qu'il a ensuite peint de nombreuses œuvres dans ce style, abandonnant toutes ces belles couleurs auxquelles il s'était appliqué avec tant d'étude et peut-être avec de meilleurs conseils […] ».
Les œuvres exécutées par Caracciolo à cette époque, bien qu'elles manquent d'une certaine succession chronologique, faute de références précises à cet égard, à l'exception de deux cas, sont Ecce Homo et La Crucifixion du Christ au musée de Capodimonte de Naples, cette dernière rappelant Le Crucifiement de saint André du Caravage, la Vierge à l'Enfant du musée San Martino de Naples, les Deux Chérubins récoltant les raisins d'une collection privée de Londres, le Christ portant la croix du complexe des Girolamini de Naples, le David avec la tête de Goliath de la Galerie Borghèse de Rome, une œuvre dont la date de 1612 est certaine et qui présente des similitudes concrètes avec la version de Guido Reni, le Baptême du Christ, dont la composition se caractérise par des « abréviations formelles » qui rappelle les œuvres de Merisi achevées dans la dernière phase du deuxième séjour napolitain, comme Reniement de saint Pierre de New York et Le Martyre de sainte Ursule des Galeries du palais Zevallos de Naples, le Qui vult venire post me, deuxième et dernière toile de ces années dont la date est certaine (1614), d'abord dans la collection Marcantonio Doria du Palazzo Bianco de Gênes, puis au musée du Palazzo dell'Università de Turin, le Saint Sébastien percé de flèches du Fogg Art Museum de Cambridge (Massachusetts), la Vierge à l'Enfant avec des anges du Musée des Arts de Catanzaro, qui rappelle le détail de la Vierge de la Miséricorde du retable de Caravage au Pio Monte della Misericordia, une série remarquable de Salomé avec la tête du Baptiste (un sujet très populaire dans ces années-là, exécuté également à plusieurs reprises par le Caravage au cours de sa carrière et en particulier dans la dernière phase de sa vie à Naples), certains dans des collections privées, une au musée des Offices à Florence et une autre au musée des Beaux-Arts de Séville, et enfin Amour endormi (1615) du palais Abatellis de Palerme, également calqué sur la version du maître lombard.

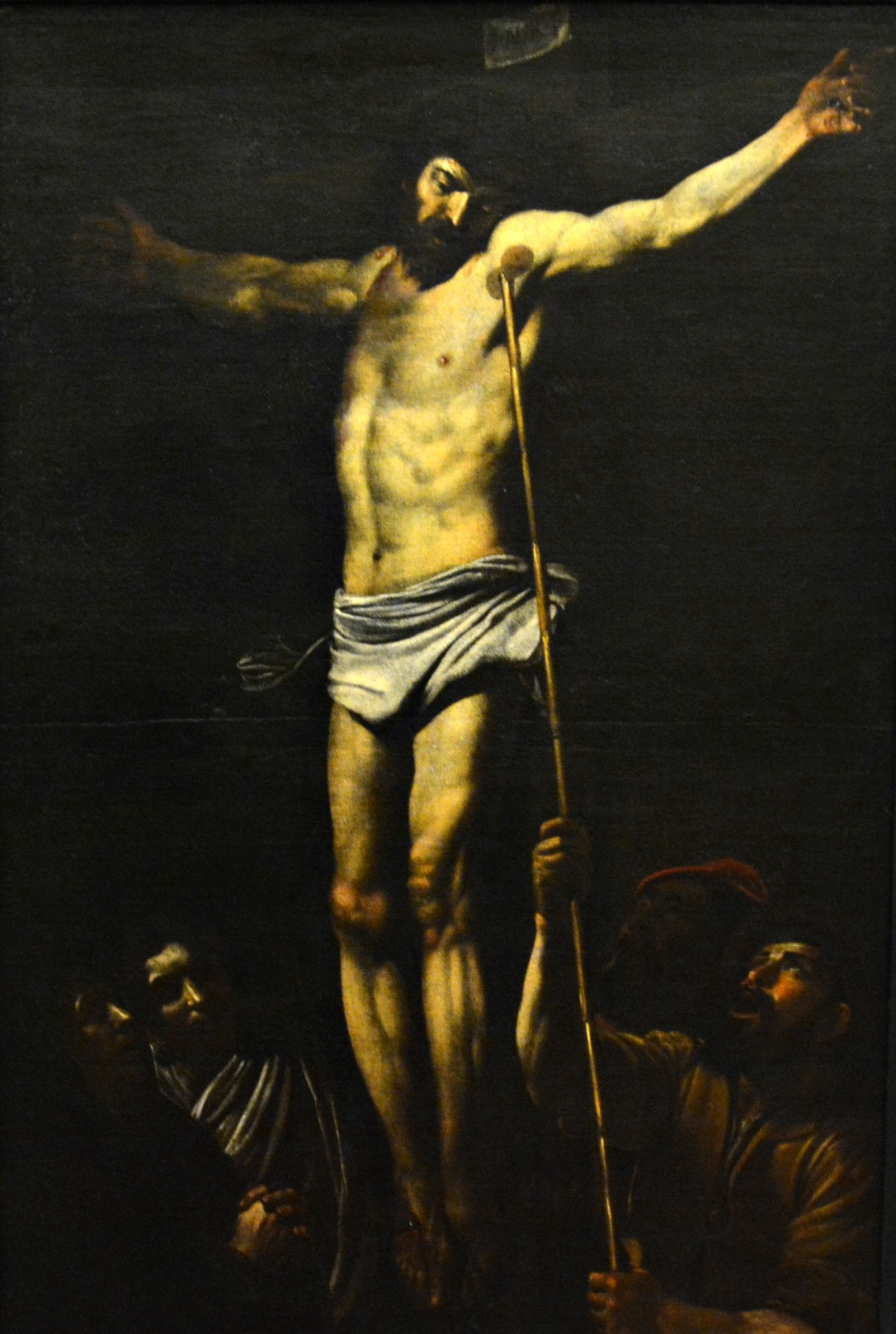
Crucifixion du Christ, vers 1610, Naples, musée de Capodimonte.
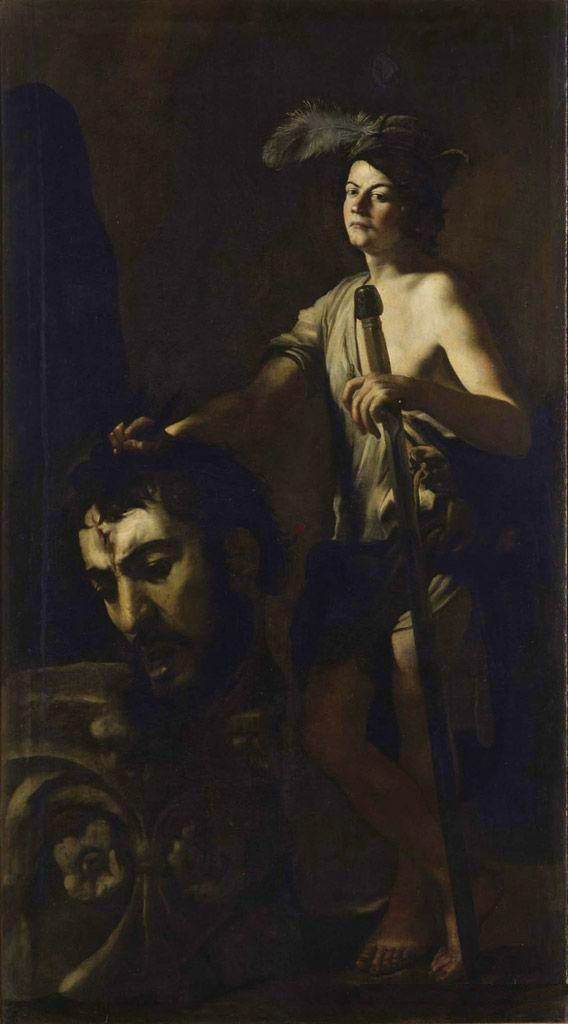
David avec la tête de Goliath, vers 1612, Rome, galerie Borghèse.

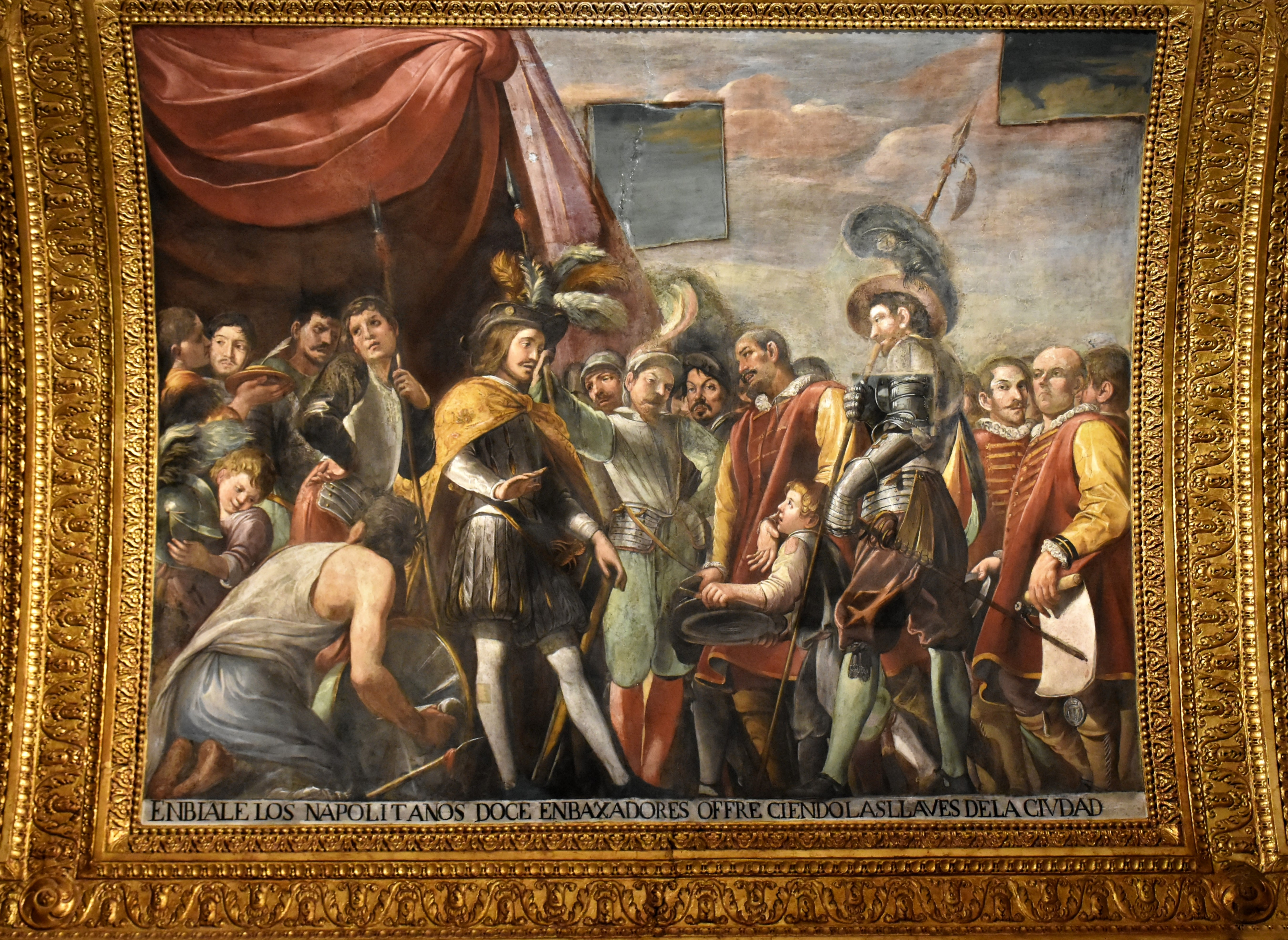
Histoires du grand capitaine Consalvo de Cordoue, palais royal de Naples.

Les fresques du palais royal de Naples font également référence à cette phase, représentant des scènes de célébration de la Maison d'Espagne, qui constituent l'une des rares décorations du XVIIe siècle encore conservées à l'intérieur des appartements historiques. Caracciolo, qui fait partie de l'atelier de Corenzio, auquel les œuvres sont commandées, reçoit en sous-traitance l'exécution des Histoires du grand capitaine Consalvo de Cordoue (datant d'environ 1611, même si une partie des critiques en situe l'exécution au moins une décennie plus tôt), qui entra victorieux dans la ville de Naples après avoir vaincu les troupes françaises en 1502 et où, dans l'une des scènes représentées, Battistello peint le portrait du Caravage au milieu de la foule.

#### Pio Monte della Misericordia (1615)

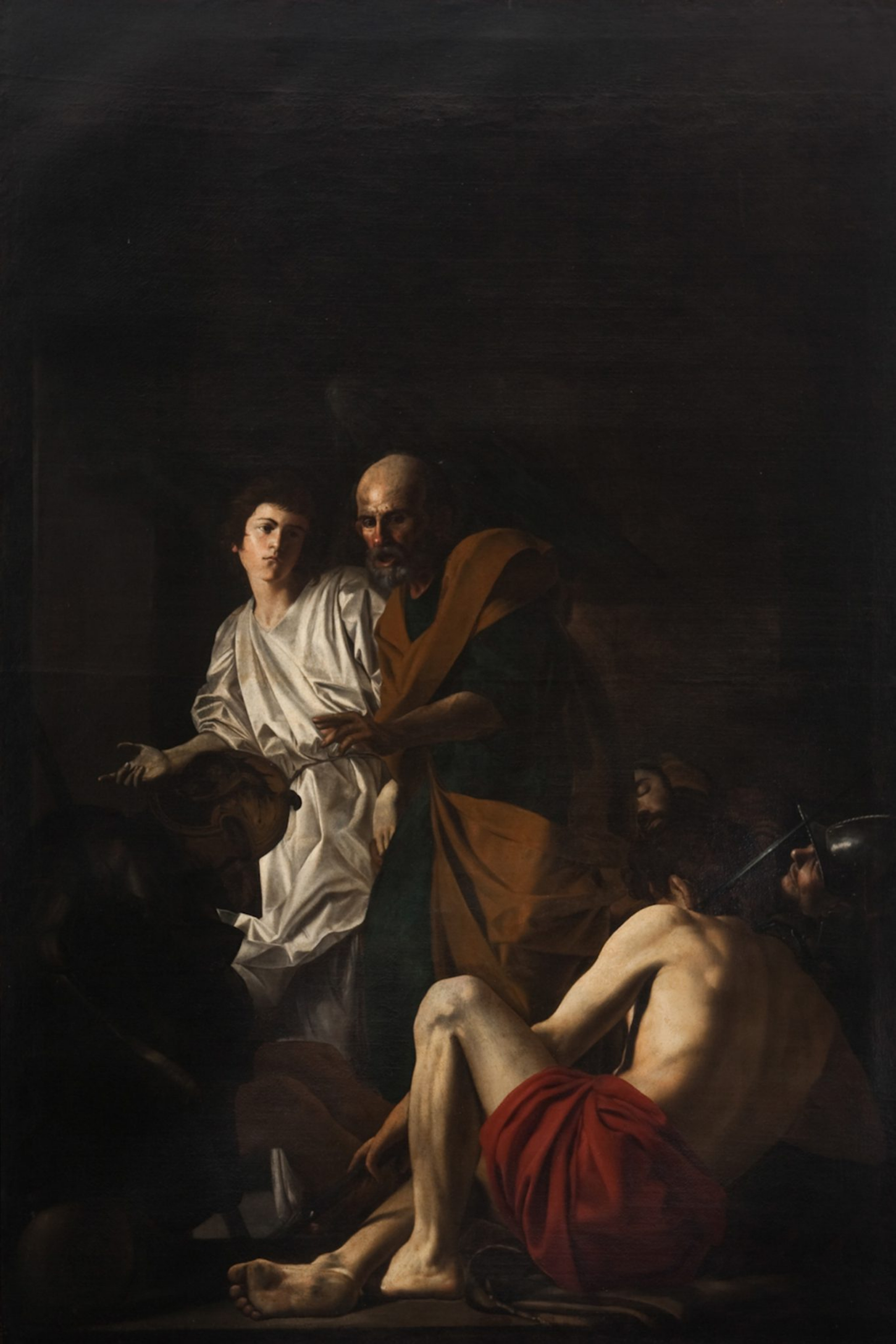
La Libération de saint Pierre, Naples, Pio Monte della Misericordia.

La peinture de Caracciolo évolue vers un plus grand raffinement immédiatement après son nouveau séjour à Rome en 1614, lorsqu'il devient le maître de l'école napolitaine de peinture. Ses sujets favoris sont religieux avec des retables et, fait inhabituel dans sa peinture, des fresques, particularité qui distinguait Battistello des autres peintres contemporains du milieu caravagesque napolitain, grâce également à la formation qu'il reçoit des derniers maîtres maniéristes. À Rome, le peintre a l'occasion d'aborder différents courants et peut donc pu élargir son horizon figuratif, non pas tant en s'alignant sur le baroque pur, mais en se détachant progressivement du naturalisme du Caravage pour se rapprocher du classicisme du XVIe siècle des peintres émiliens travaillant à Rome à cette époque, comme les Carracci, Guido Reni, Giovanni Lanfranco et Le Dominiquin, travaillant ainsi à synthétiser son caravagisme personnel avec ces autres tendances.
Cette phase intense d'activité, mais aussi de recherche, se termine avec le célèbre retable de La Libération de saint Pierre, exécuté vers 1615, succédant à Carlo Sellitto, le premier destinataire de la commande, décédé l'année précédente. L'œuvre est destinée à l'un des autels latéraux de l'église de Pio Monte della Misericordia à Naples, pour laquelle le Caravage exécuta vers 1607 le somptueux retable des Sept Œuvres de Miséricorde pour le maître-autel, qui devint une rampe de lancement pour tous les peintres napolitains du XVIIe siècle, tout comme la toile de Caracciolo dans la même église. Le tableau est un véritable éloge aux grands maîtres de la peinture italienne, de Raphaël, dont s'inspire la scène avec les soldats endormis, qui rappelle celle qu'il a peinte à fresque dans les salles du Vatican, à Orazio Gentileschi, l'un des premiers peintres que Battistello a observé pendant son séjour à Rome, dont il prend la figure de l'ange aux ailes déployées, jusqu'au Caravage, pour la figure de l'homme couché de dos au premier plan.

### Influence de la peinture de Ribera (1616-1620)

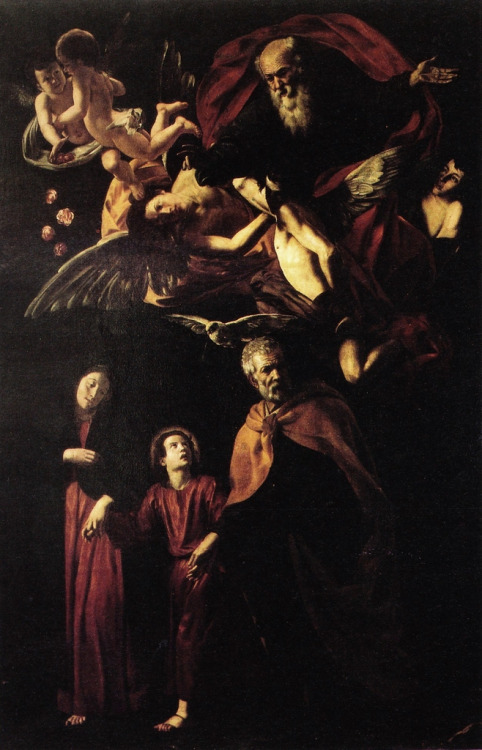
La Sainte Famille, 1617, Naples, église de la Pietà dei Turchini.

Avec l'arrivée de José de Ribera à Naples vers 1616, le caravagisme napolitain, jusqu'alors conforme aux voies directes du maître lombard, se dirige vers un « réalisme » plus aigu, selon les voies typiques du peintre espagnol, qui dominera la scène picturale locale (et pas seulement) jusqu'au milieu du XVIIe siècle. Caracciolo ne semble pas indifférent au ténébriste de son collègue espagnol, et de fait, ses peintures de ces années-là sont influencées par celles de Ribera : Le Christ portant la croix de 1615-1616, dans l'église des Girolamini de Naples, en termes de taille et structure, apparait presque comme un continuum de la série des apôtres peints par Ribera dans les mêmes années, en partie dispersés et en partie encore dans le complexe des Girolamini. La grande toile de la Trinité terrestre d'environ 1617, peinte pour l'église de la Pietà dei Turchini à Naples, est l'un des chefs-d'œuvre de cette année-là du peintre, où si la composition globale reste encore proche des retables des séjours napolitains de Merisi, l'approche des figures est néanmoins ribéresque, à tel point que même le visage de saint Joseph présente une certaine ressemblance avec le Saint Pierre de Ribera dans le complexe des Girolamini.
Si les effets de l'activité de Ribera se retrouvent dans la production artistique sur toile de Caracciolo, cela n'est pas le cas dans sa production de fresques, où, au contraire, dans le cas de La Madonna del Carmelo et des épisodes de la vie de la bienheureuse Simone Stock, pour l'église Santa Teresa degli Scalzi à Naples, les influences de la peinture romaine apparaissent plus évidentes et, en particulier, de la production artistique des peintres de l'école émilienne opérant dans le palais du Quirinal. Caracciolo a eu l'occasion d'apprendre les leçons des maîtres classiques ou « classicistes » opérant à Rome lors d'un de ses séjours dans la capitale papale. Bien qu'il fréquente fréquemment les cercles artistiques romains, Battistello ne laisse aucune œuvre publique dans la ville, travaillant uniquement pour des commandes privées. Le cardinal Francesco Maria del Monte, en particulier, ami et grand client du Caravage, lui a très probablement fourni son soutien pour l'accès à l'Accademia di San Luca, où, dans les documents d'archives de 1617, il est fait mention d'un certain « Battistello Caracciolo peintre napolitain ».

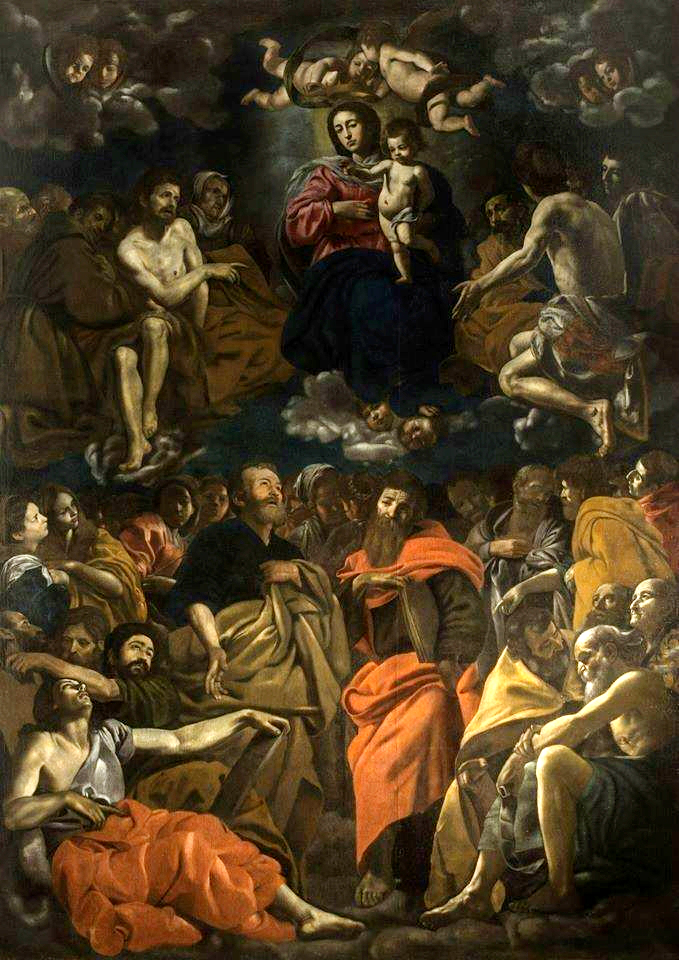
Madonna di Ognissanti, 1618-619, cathédrale de Stilo.

Entre 1617 et 1618, il séjourne occasionnellement à Florence, au service de Cosme II de Médicis, où il est mentionné à plusieurs reprises dans un échange de lettres entre les cercles de la cour florentine et d'autres personnalités napolitaines proches du peintre. On sait avec certitude que Battistello s'installe ensuite à Gênes, à la cour de Marcantonio Doria, grand mécène et collectionneur d'art, également actif à Naples, où il a plusieurs résidences, aussi expert des milieux artistiques napolitains du XVIIe siècle, à tel point que parmi les peintres qui reçoivent ses commandes se trouvent des personnalités telles que le Caravage, Giovanni Bernardo Azzolino et, bien sûr, Battistello Caracciolo, qui a déjà peint Qui vult venire post me pour le compte de Doria en 1614. Il s'installe à Turin, travaillant sur quelques fresques pour la maison familiale génoise du quartier de Sampierdarena ; il ne reste cependant aucune trace de ces travaux. A Florence, l'activité de Caracciolo est documentée plus précisément : en effet, en 1618 apparaît la toile de La Fuite en Égypte dans la Galerie Palatine du palais Pitti, ainsi qu'une série de portraits, une particularité chez Caracciolo, car il n'apparait pas de peintures de ce type dans son catalogue, à l'exception du Portrait d'un gentilhomme en armure, peut-être Pietro Bernini, dans une collection privée à Milan, parmi lesquels se distingue celui de Marie-Madeleine d'Autriche (1589-1631), épouse de Cosme II, pour lequel il reçoit une compensation de trois cents écus et dont, il n'existe plus aucune mention.
De retour à Naples, Caracciolo exécute des œuvres telles que les deux versions des Saints Côme et Damien, ainsi que les deux versions de Saint Joseph et l'épouse de Putifarre, Tobiolus et l'Ange, et la somptueuse toile de la Madonna di Ognissanti, datant de 1618-1619 et conservé dans la cathédrale de Stilo, près de Reggio de Calabre, qui constitue l'un de ses plus grands tableaux en taille, peint pour un ami médecin calabrais de la commune de Stilo. Le tableau, dans sa représentation des saints, est très similaire dans les références stylistiques au groupe de toiles que José de Ribera a peint quelques années plus tôt pour la Collégiale d'Osuna ; l'apparence donnée à la Vierge deviendra un modèle pour autres toiles ultérieures de Battistello.

### Maturité artistique (1620-1630)
Dès le début des années 1620, Caracciolo trouve sa pleine maturité artistique, sachant traduire en une synthèse parfaite toutes les leçons et les goûts qu'il a pu admirer lors de ses visites à Rome et au-delà. Il introduit dans ses peintures des éléments classiques des peintres émiliens actifs à Rome, comme Guido Reni et Giovanni Lanfranco, sans toutefois mettre de côté les empreintes naturalistes du Caravage et de José de Ribera. Ses dernières œuvres siciliennes et maltaises prennent notamment comme modèle le peintre lombard, constituées de foules de personnages développés pour la plupart sur de grands espaces verticaux caractérisés par des architectures en arrière-plan, au point que Roberto Longhi définit ses compositions dans ce sens comme « une nouvelle relation dynamique entre l'espace et les figures » et « une nouvelle grande pensée de diminution rapide de la taille des hommes dominés par les gigantesques murs de l'espace ». En ce qui concerne Ribera, cependant, Caracciolo montre qu'il sait utiliser judicieusement la manière dont le peintre espagnol représente les personnes âgées, caractérisées par un épiderme réaliste, fortement desséché et ridé.

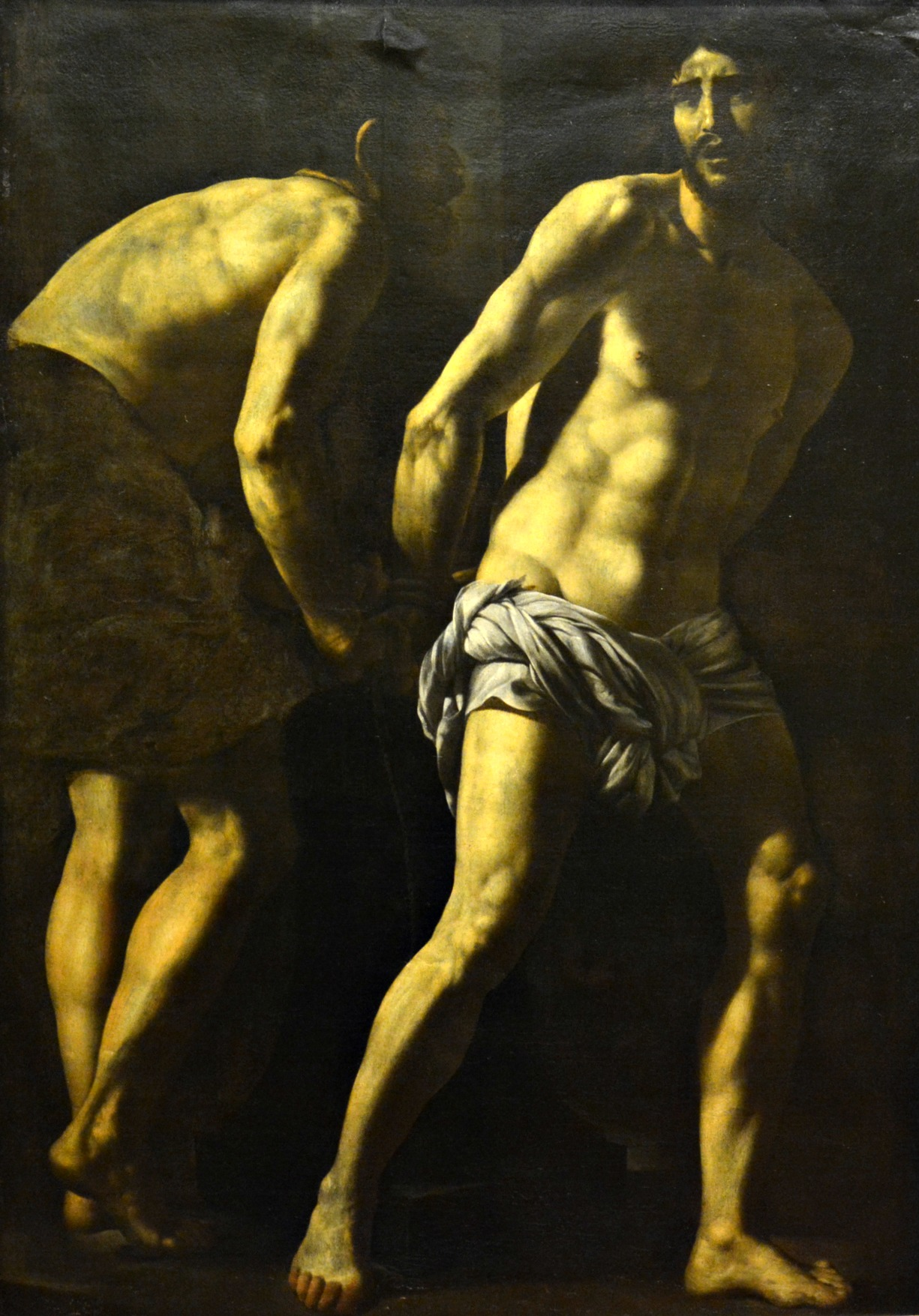
Christ à la colonne, 1618-1625, Naples, musée de Capodimonte.
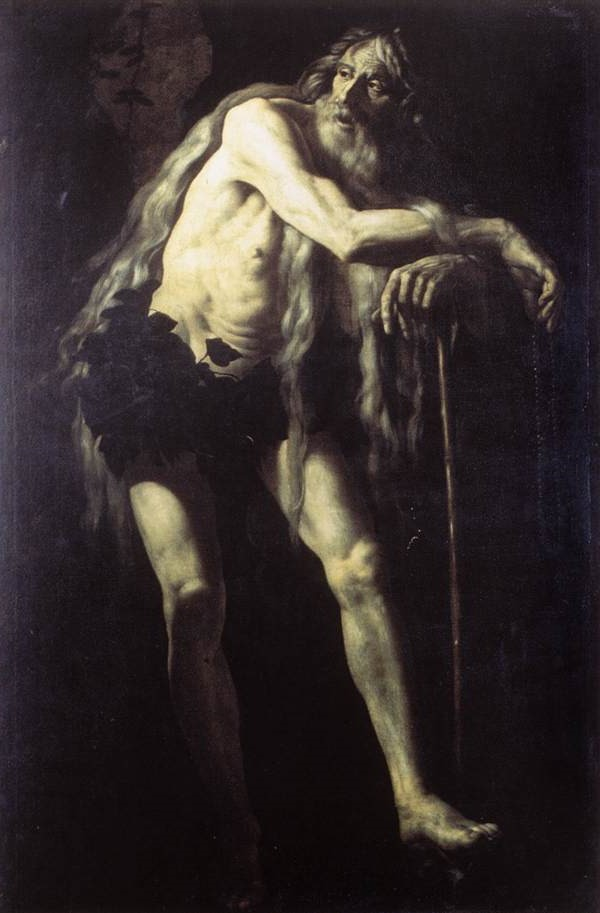
Sant'Onofrio, vers 1623, Rome, galerie nationale d'Art ancien.

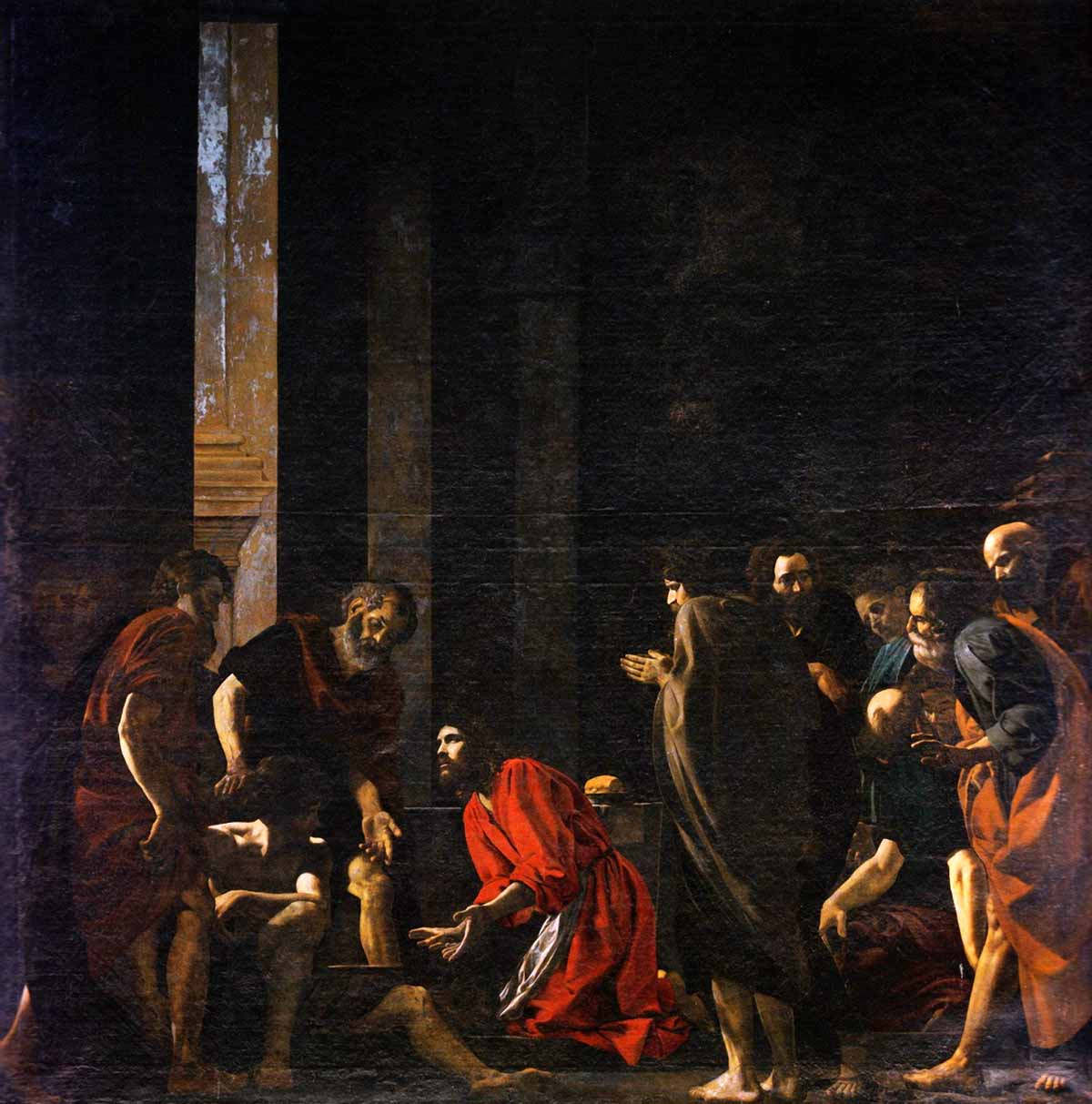
Lavement des pieds, 1622, chartreuse Saint-Martin de Naples.

Font référence à ces années : Le Miracle de Saint Antoine de Padoue, autrefois conservé dans l'église San Giorgio dei Genovesi, puis transféré au musée de Capodimonte, les deux versions de la Lamentation sur le corps d'Abel, l'une dans une collection privée parisienne et l'autre à Capodimonte, Saint Jean-Baptiste avec l'ange, Saint Martin, Saint Martin et quatre anges, la grande toile du Lavement des pieds (1622) et l' Adoration des Mages, tous pour l'église de la chartreuse Saint-Martin de Naples, les deux derniers constituant deux des ouvrages les plus forts de la maturité du peintre napolitain et dans un style plus monumental, la Madone des âmes purgatives et La Fuite en Égypte, toutes deux à Capodimonte et reprenant toutes deux la Vierge du retable de la Madonna di Ognissanti de Stilo, Sant 'Onofrio (vers 1623) de la Galerie nationale d'Art ancien (Rome), d'où l'on peut déduire la compréhension des manières ribériennes dans la représentation de figures âgées, le Christ à la colonne, également à Capodimonte, qui se caractérise par la représentation d'un corps presque sculptural du Christ, inspiré par Guido Reni et Michel-Ange, inséré dans une composition naturaliste plus large.
Si d'une part les peintures de Caracciolo ont conservé la matrice caravagesque, même dans la phase de maturité picturale, d'autre part la manière de travailler les fresques n'a pas considérablement changé, elle s'est certes perfectionnée et améliorée dans son style, mais au fond elle est toujours restée une peinture lumineuse et aventureuse, très variée, avec des textures claires et des compositions plus vivantes. Dans les années 1620 et 1630, Battistello est chargé d'exécuter des cycles de fresques sur les Histoires de saint Michel Archange pour l'église Santa Maria la Nova, dans la chapelle Sanseverino, mais surtout, de réaliser le grand chantier de construction de ces années-là, la chartreuse Saint-Martin de Naples, où il participe à d'autres travaux ultérieurs jusqu'à la fin de sa vie, dont les Épisodes de la vie de la Vierge dans la chapelle de l'Assomption, achevés en 1631 et qui sont un aperçu des fresques que Le Dominiquin exécutera peu après dans la Chapelle Royale du Trésor de San Gennaro.

### Dernières années (1630-1635)

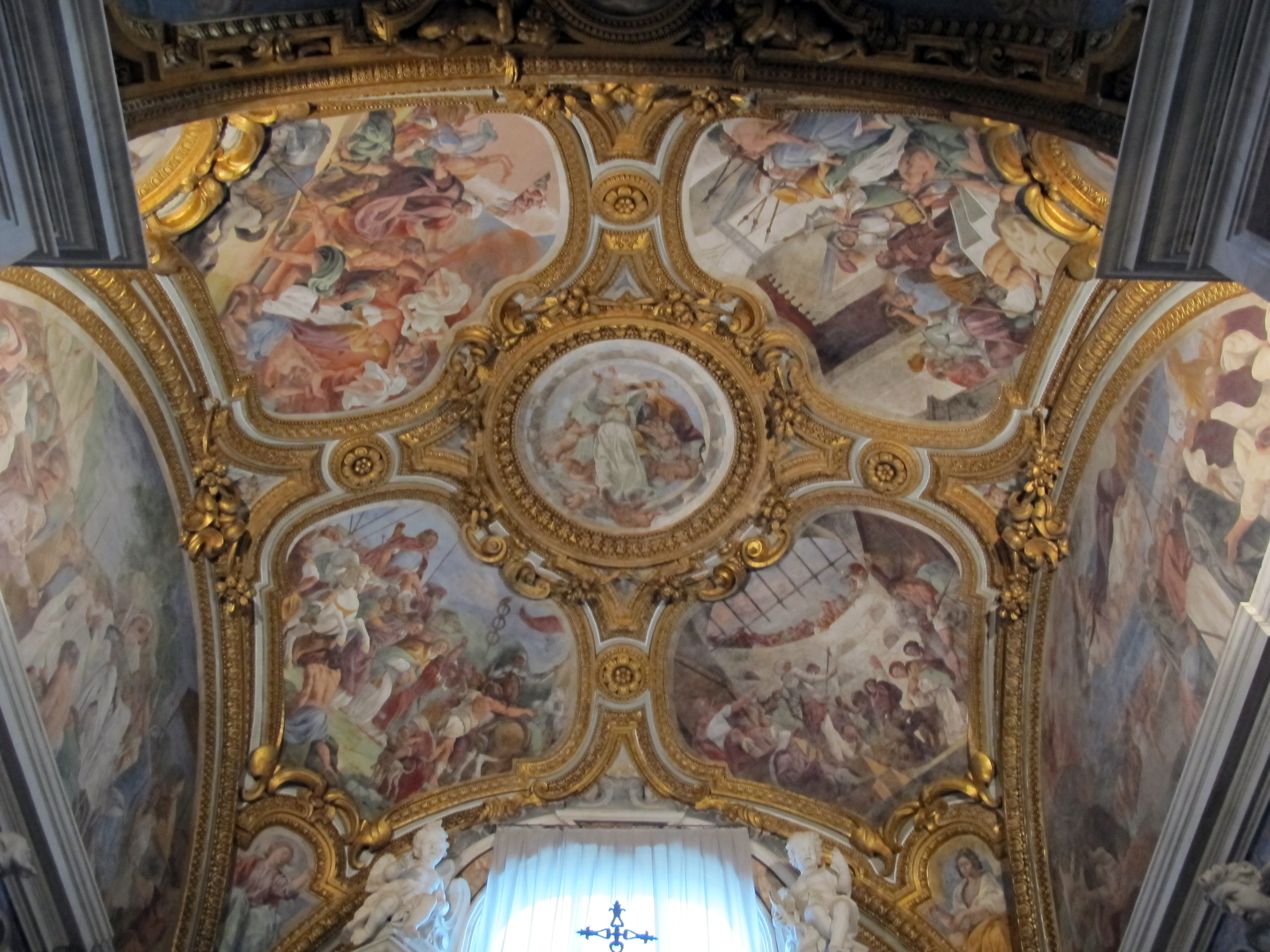
Épisodes de la vie de San Gennaro, 1632-1634, Naples, chartreuse de Sain-Martin, chapelle de San Gennaro.

Caracciolo passe les dernières années de sa vie à créer principalement des fresques, ce qui le distingue des peintres napolitains contemporains. En fait, si l'on exclut Belisario Corenzio, qui est « uniquement » fresquiste, Battistello et Massimo Stanzione sont les seuls peintres de Naples qui, dans la première moitié du XVIIe siècle, travaillent à la fois sur toiles et sur panneaux, et sur murs, tandis que leurs autres peintres contemporains illustres, comme Fabrizio Santafede ou José de Ribera, ne se sont jamais essayés à la fresque. 
Il est chargé d'exécuter plusieurs cycles pour les églises napolitaines. Après avoir achevé en 1631, les fresques de la chapelle de l'Assomption pour la chartreuse Saint-Martin de Naples, de style puriste, avec des liens possibles avec l'œuvre picturale éclairée, classique et monumentale de Guido Reni à Rome, Battistello est chargé de réaliser les Épisodes de la vie de San Gennaro dans la chapelle du saint homonyme à l'intérieur de la même église, qui est suivie d'une dispute entre le peintre et les Pères Chartreux pour une compensation impayée. Datant entre 1632 et 1634, et également très proche, comme celui de l'Assomption du Dominiquin qui sont presque contemporains dans la cathédrale Notre-Dame-de-l'Assomption de Naples, le cycle occupe plusieurs compartiments de la chapelle (lunettes, soffites, voûte et encorbellements) encadrés de fins stucs dorés de Cosimo Fanzago qui dessinent sur la voûte un trèfle à quatre feuilles dans lequel sont représentées des scènes de la vie du saint, où figure également parmi les personnages Emanuele de Zuniga y Fonseca, comte de Monterrey et vice-roi de Naples à partir de 1631. Au centre, l'ascension du saint entourée d'une fausse balustrade en marbre se distingue par sa perspective et sa qualité technique, tandis que sur les murs latéraux de la même chapelle se trouvent les deux peintures datant d'environ 1634 de San Gennaro soumis à la torture et de La Décapitation de San Gennaro et ses compagnons par Caracciolo lui-même. Les esquisses préparatoires aux fresques de la chapelle sont conservées dans le musée San Martino attenant à l'église. Dans ces fresques pour les moines de la chartreuse Saint-Martin, sa palette s'éclaire dans le sillage du Dominiquin et de Giovanni Lanfranco.   
En plus des deux toiles pour la chapelle San Gennaro de la chartreuse Saint-Martin de Naples, parmi les dernières peintures de Battistello, on note également celles pour d'autres chapelles du même complexe religieux, comme la Gloire de San Gennaro parmi les saints patrons de Naples dans la chapelle du Rosaire, et l'Assomption de la Vierge dans le même musée, ainsi que les deux versions de Sainte Anne avec la Vierge et l'Enfant, une au musée d'Histoire de l'art de Vienne et une dans la cathédrale Notre-Dame-du-Siège de Séville, Vénus et Adonis au musée de Capodimonte, le Jugement de Salomon dans une collection privée de Florence et enfin le grand ovale de la Madonna dei Marinai pour l'église Santa Maria di Portosalvo de Naples.
Les Histoires de San Giacomo della Marca, datant d'environ 1634, sont peintes sur la façade de la grande chapelle de San Giacomo della Marca, dans l'église Santa Maria la Nova, tandis que les Histoires de La Vierge et Abraham, Prophètes et Histoires de l'Ancien Testament, qui peuvent aussi être datés de 1634, sont réalisés dans la chapelle de l'Immaculée Conception de l'église San Diego all’Ospedaletto et semblent être une anticipation de la peinture de paysage que Micco Spadaro exécutera peu après dans la partie supérieure du chœur des convers de la chartreuse Saint-Martin. La fresque de la Nativité de la Vierge avec le Père éternel et les anges dans l'oratoire delle Congregazioni de Naples, datée d'environ 1635, constitue la dernière œuvre certaine du peintre.

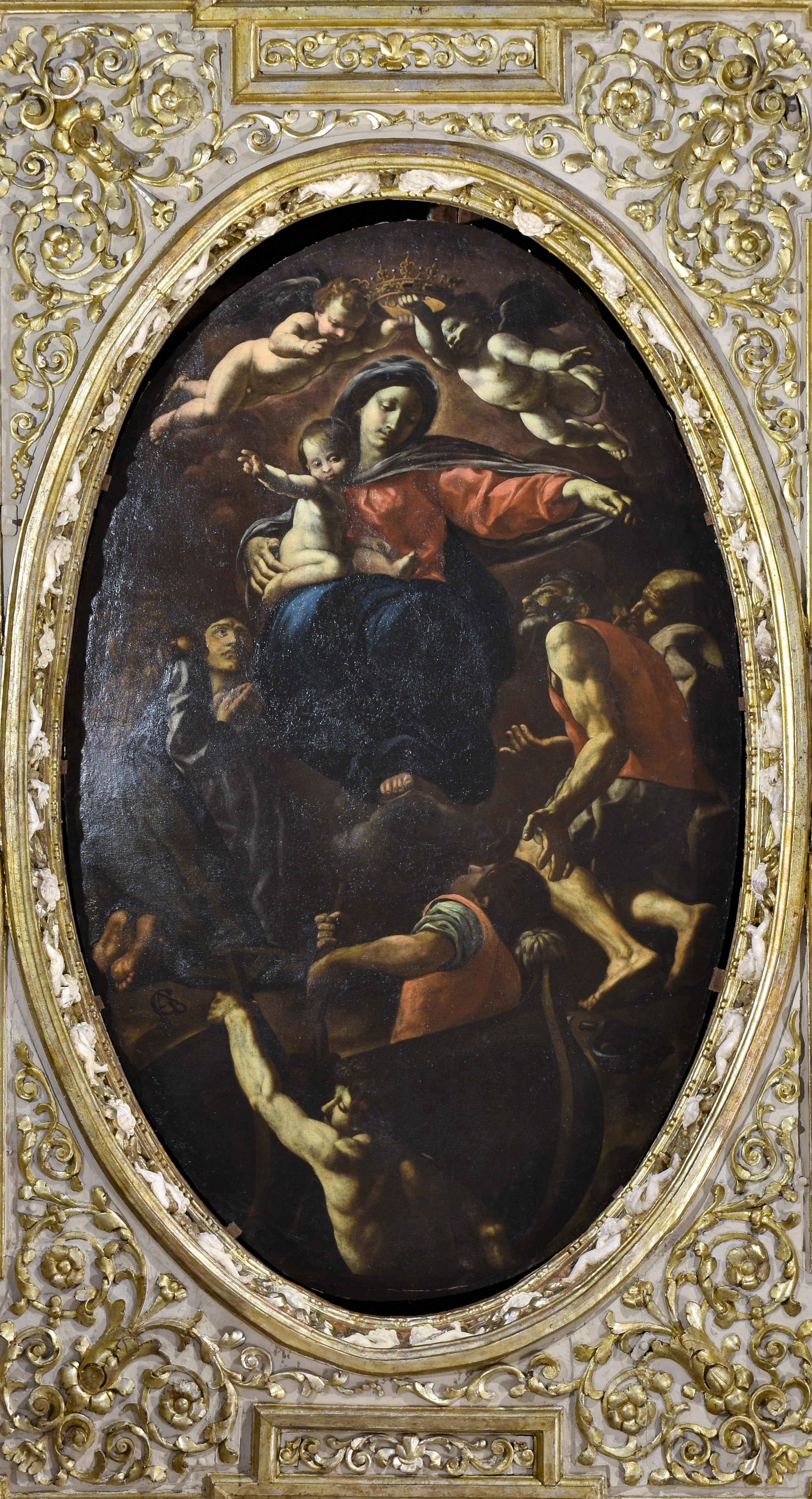
Madone des Marins, 1634, Naples, église Santa Maria di Portosalvo.
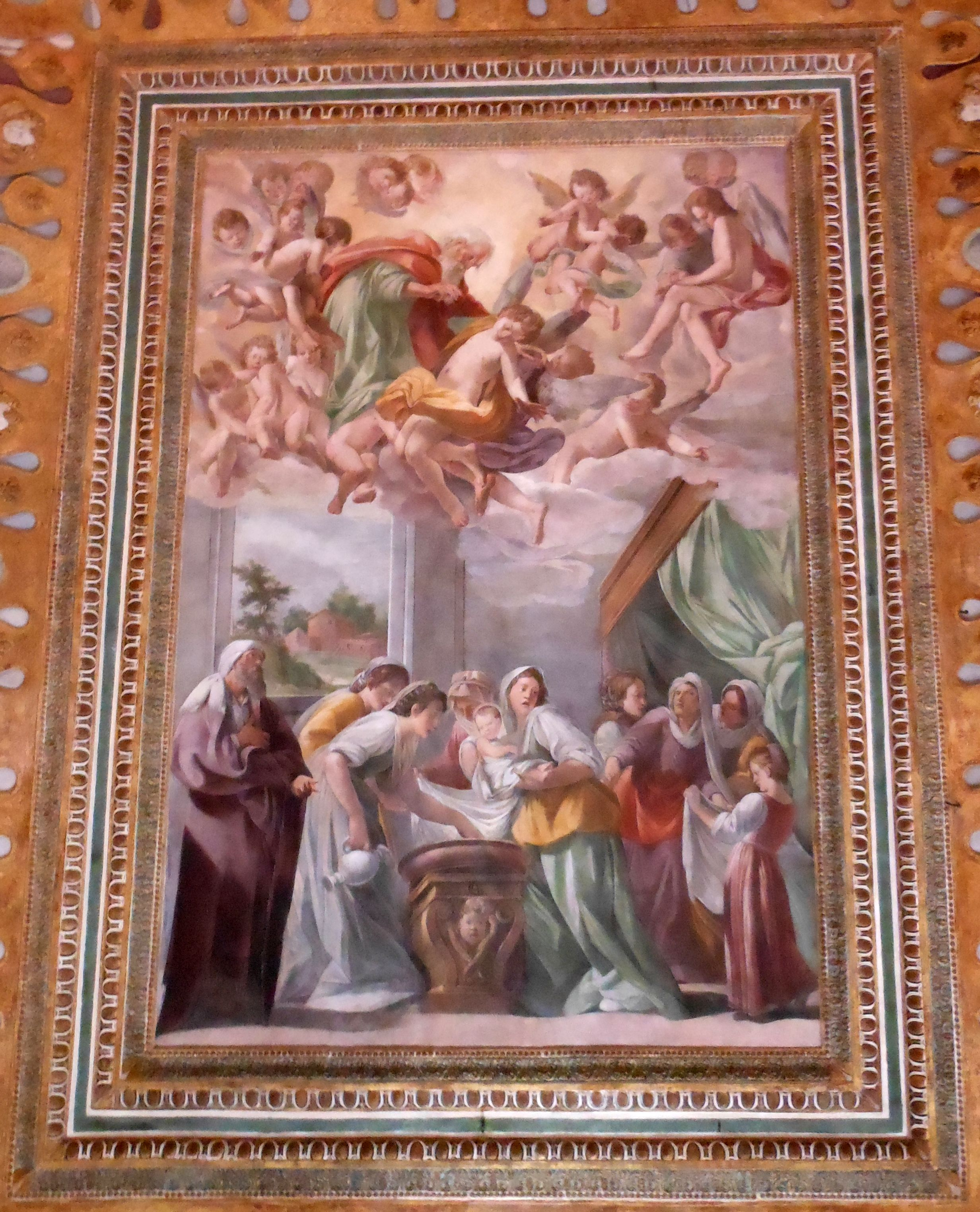
Nativité de la Vierge avec le Père éternel et les anges,  vers 1635, Naples, oratoire delle Congregazioni.

## Mort
Giovan Battista Caracciolo semble avoir été aussi un lecteur assidu de livres et un poète, à tel point que De Dominici le définit « […] avec un très bon style, avec d'excellentes idées et une gravité de phrases », ainsi qu'un habitué de l'Accademia del Manso et un proche de Giambattista Basile ; cependant, aucune de ses compositions littéraires n'a survécu jusqu'à nos jours. Giacomo Di Castro, est le seul de ses quelques collaborateurs de confiance, un peintre, restaurateur et antiquaire local de Sorrente, qui s'est fait connaître en 1653 pour avoir donné le Silène ivre de Ribera à Gaspare Roomer, avec Mercurio d'Aversa, un peintre de Maddaloni qui a également a travaillé pour certaines églises napolitaines.
Caracciolo meurt à Naples entre le 19 et le 24 décembre 1635 (dates respectivement de la rédaction et de la lecture du testament), à l'âge de 58 ans, sans avoir pu expérimenter le renouveau pictural classiciste qui s'instaure dans la ville à cette époque ; il laisse deux fils, Carlo et Pompeo, ce dernier deuxième fils devient un modeste peintre.

## Œuvres
- L'Immaculée Conception avec saint Dominique et saint François, 1607, Naples, église Santa Maria della Stella.
- La Charité, vers 1610, huile sur toile, Madison (Géorgie), Madison Museum of Fine Art (en).
- Saint Jean-Baptiste dans le désert, vers 1610-1620, huile sur toile, 50 × 37 cm, Berkeley, Berkeley Art Museum and Pacific Film Archive.
- Le Christ devant Joseph, 1611-1620, huile sur toile, 73 × 103 cm, Saint-Pétersbourg, musée de l'Ermitage.
- La Libération de saint Pierre, 1615, huile sur toile, Naples, Pio Monte della Misericordia.
- Le Christ au Mont des Oliviers ou L'Agonie du Christ, 1615-1617, huile sur toile, 148 × 124 cm, Vienne, Kunsthistorisches Museum[14].
- Salomé et la tête de saint Jean-Baptiste, 1615-1620, huile sur toile, 132 × 156 cm, Florence, galerie des Offices.
- Cupidon endormi, vers 1618, huile sur toile, 92 × 127 cm, Hampton Court, Royal Collection.
- Le Repos pendant la fuite en Égypte, vers 1618, huile sur toile, 205 × 186 cm, Florence, galerie Palatine.
- Vierge à l'Enfant, vers 1620, huile sur toile, 107 × 81 cm, Los Angeles, musée d'Art du comté de Los Angeles.
- Vierge à l'Enfant et sainte Anne, vers 1633, huile sur toile, 119 × 152 cm, Vienne, Kunsthistorisches Museum[15].
- Le Christ à la colonne, vers 1625, huile sur toile, 183 × 129 cm, Naples, musée Capodimonte.
- Sant'Onofrio (Saint Onuphre), vers 1625, huile sur toile, 180 × 116 cm, Rome, galerie nationale d'Art ancien.
- Saint Louis de Gonzague, 1627, Naples, basilique du Gesù Vecchio.
- Le Christ au roseau, huile sur toile, Évry, musée Paul-Delouvrier.
- Trinitatis Terrestris (ou La Sainte Famille), Naples, église de la Pietà dei Turchini.

Œuvres de Battistello Caracciolo
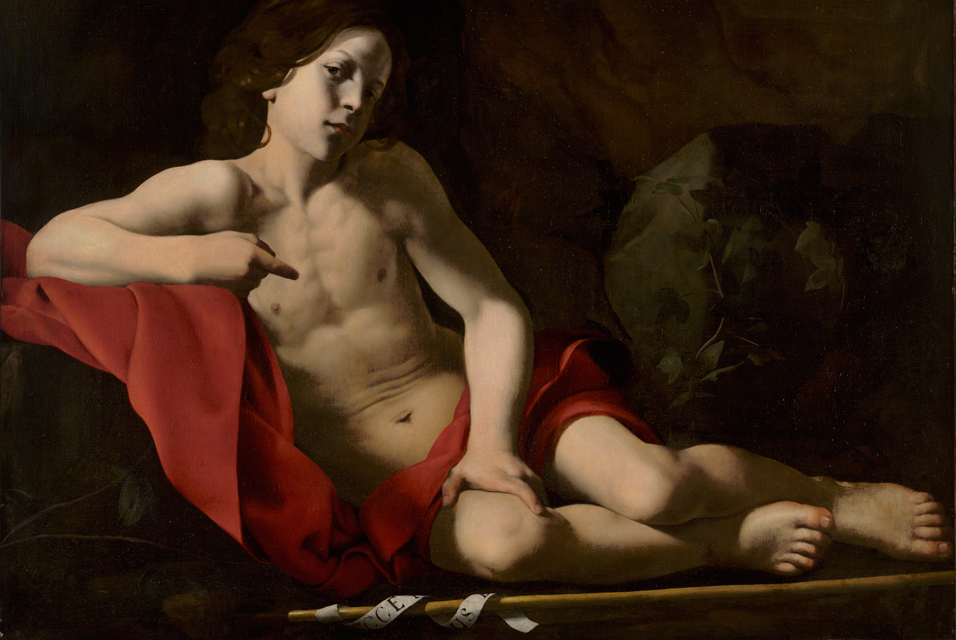
Saint Jean-Baptiste dans le désert (vers 1610-1620), Berkeley, Berkeley Art Museum and Pacific Film Archive.
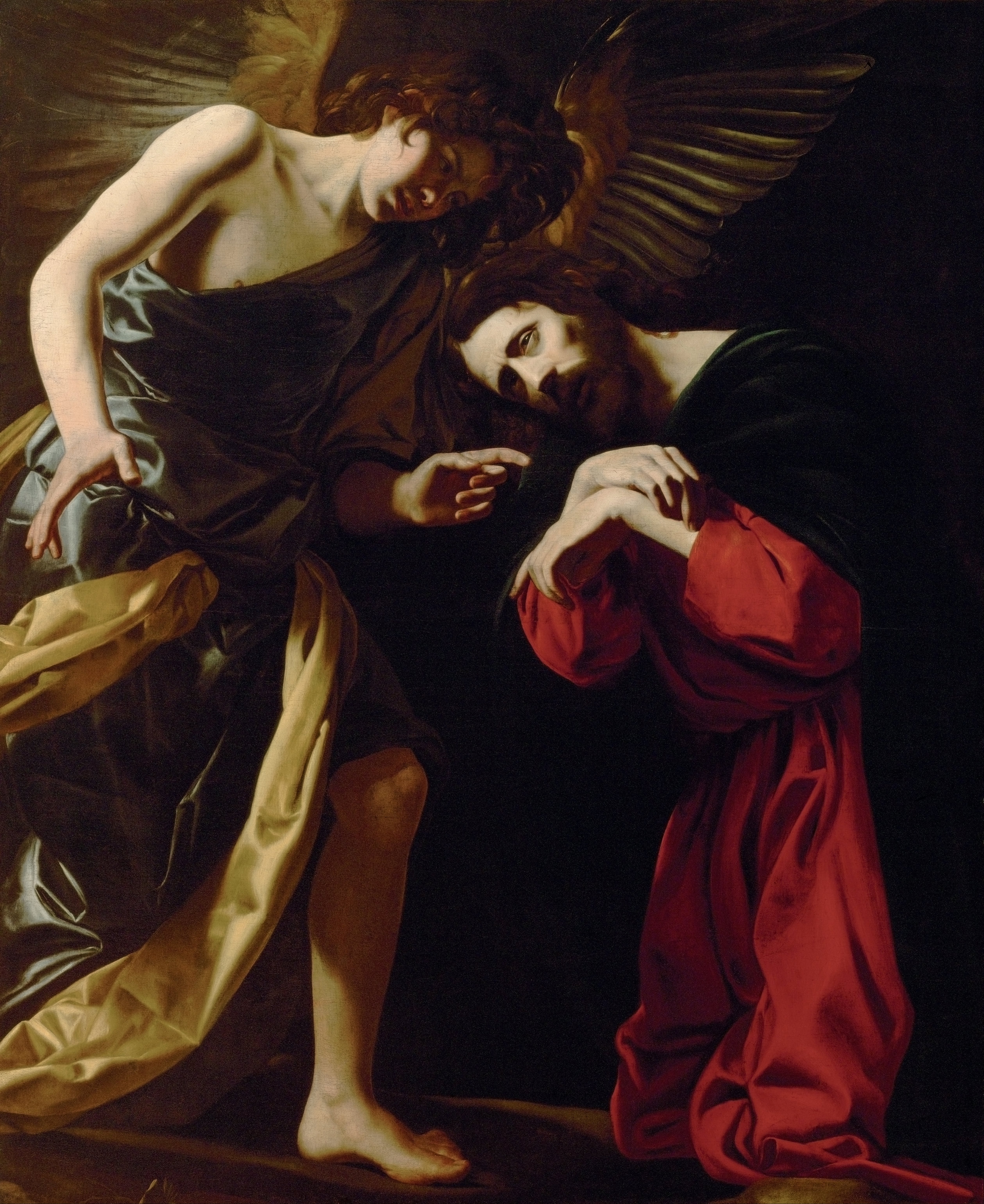
Le Christ au Mont des Oliviers (1615-1617), Vienne, Kunsthistorisches Museum.
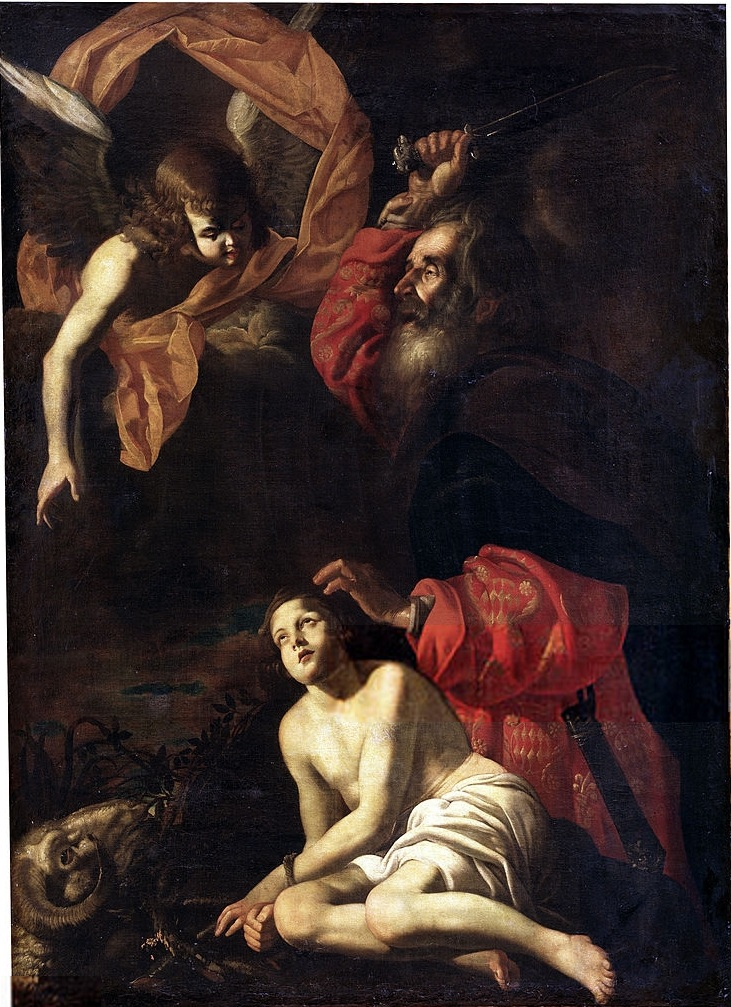
Le Sacrifice d'Isaac (1615-1620), Moscou, musée des Beaux-Arts Pouchkine.
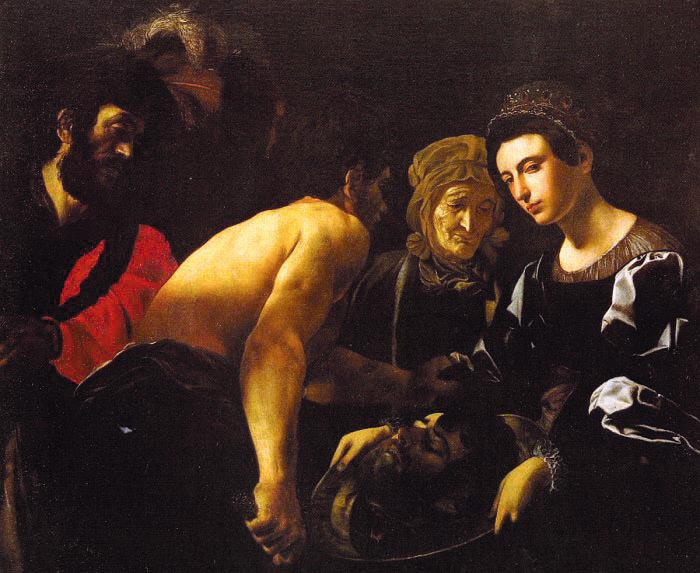
Salomé et la tête de saint Jean-Baptiste (1615-1620), Florence, galerie des Offices.
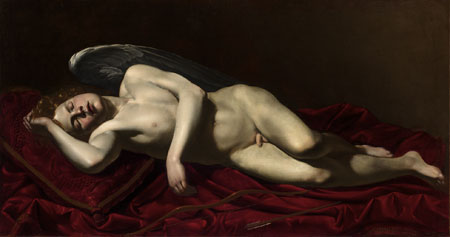
Cupidon endormi (vers 1617-1618), collection Pier Luigi Pizzi.
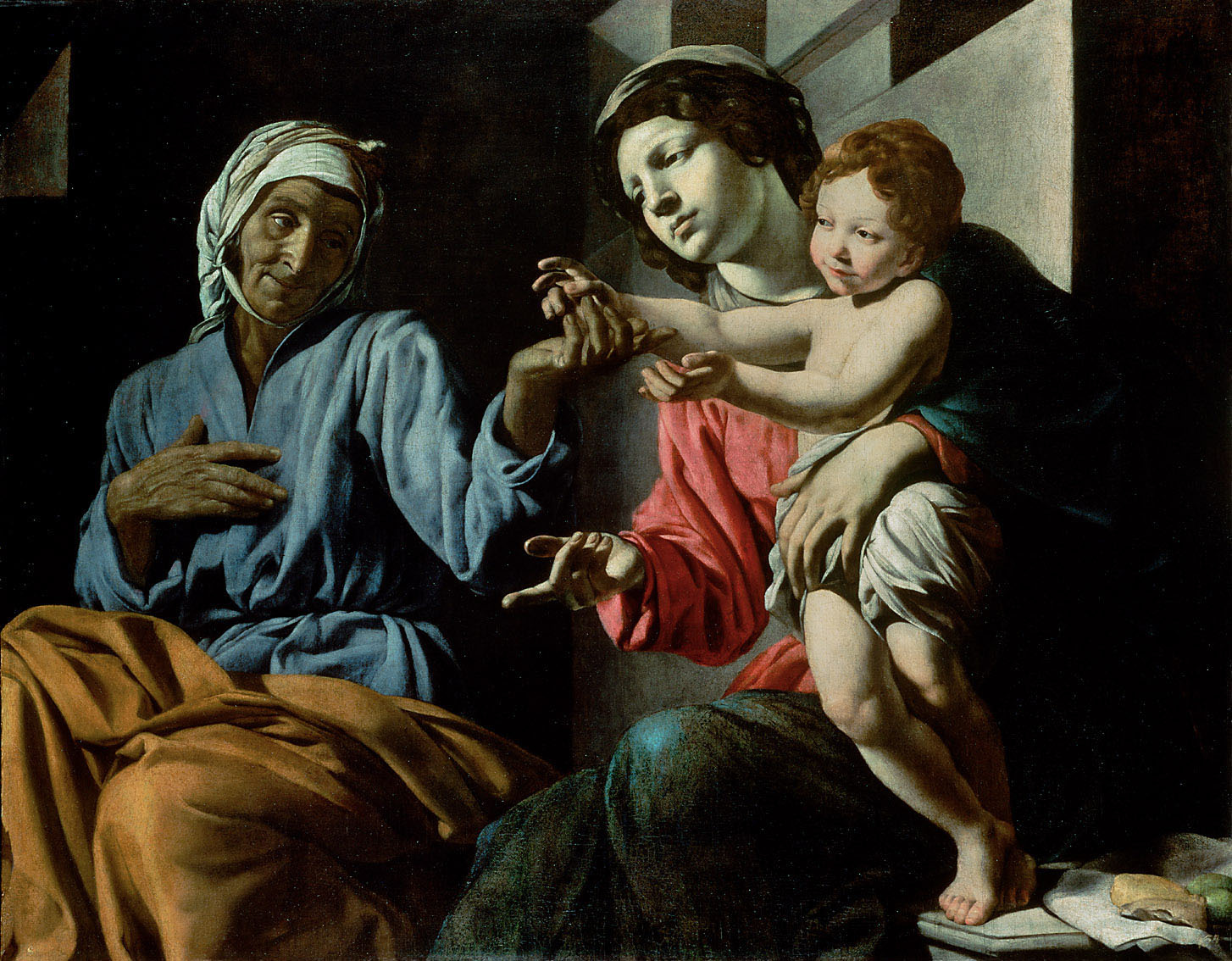
Vierge à l'Enfant et sainte Anne (vers 1633), Vienne, Kunsthistorisches Museum.
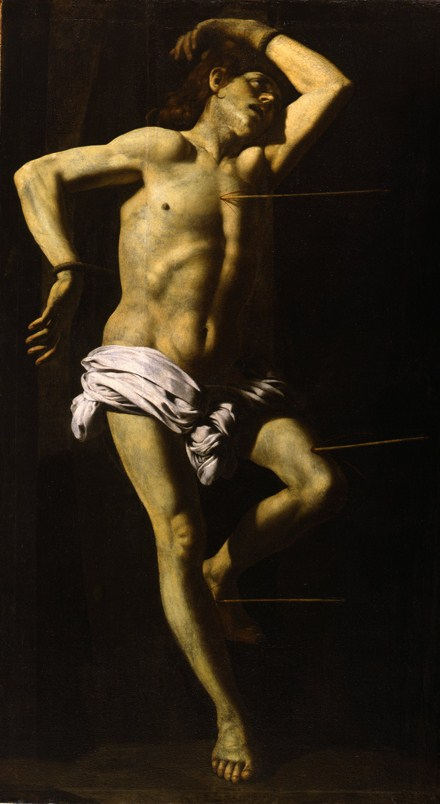
Le Martyre de saint Sébastien, Cambridge, Fogg Art Museum.